# François Bonamy
François Bonamy (Nantes, 10 de maio de 1710 – Nantes 5 de janeiro de 1786) foi um médico e botânico francês.

## Biografia
Ensinou botânica publicamente e gratuitamente durante quase 50 anos, e as suas custas manteve um jardim botânico exótico. Foi fundador da primeira Sociedade de Agricultura da França e o autor de  "Flore des environs de Nantes",  publicado em 1782. Foi regente da Faculdade de Medicina de Nantes, procurador-geral e, em seguida, reitor da Universidade Real de Nantes. Foi diretor do Jardim das Plantas da mesma cidade em 1737, e médico particular de Barin de la Galissonnière.
Em 1764, graças a um ramo trazido por um jovem boticário, conhecido como Louvrier, Bonamy identificou a magnólia-branca ou Magnolia grandiflora que havia sido plantada em 1731 em Maillardière, perto de Rezé, por uma autoridade municipal de Nantes conhecido como Darquistade. Durante vários anos, com a ajuda do seu jardineiro Moreau, Bonamy tentou reproduzir sem sucesso a planta por estaquia do ramo. Finalmente, após quatro anos de tentativas, obteve a recompensa de reproduzir a famosa árvore, que após plantada em jardins e parques, atraíram pessoas e afirmaram a notoriedade botânica de Nantes.
Lorsque Bonamy cessou suas atividades em 1780,  sendo sucedido por Armand Prudent Lemerle.
Uma rua da cidade de Rezé porta o seu nome.

## Obras
- Florae Nannetensis prodromus… curante magistro Francisco Bonamy, Flore des environs de Nantes. Nannetis: ex typ. Brun, 1782.
- Addenda ad Florae Nannetensis prodromum, curante magistro Francisco Bonamy. Nannetis: ex typ. Brun, 1785.